# Franz De Mulder
Franz De Mulder (ur. 17 grudnia 1937 w Kruishoutem; zm. 5 marca 2001 w Deinze) – belgijski kolarz szosowy startujący wśród zawodowców w latach 1958–1963. Zwycięzca Vuelta a España (1960). 

## Najważniejsze zwycięstwa
- 1960 - cztery etapy i klasyfikacja generalna Vuelta a España